# Giro d’Italia 2024/3. Etappe
Die 3. Etappe des Giro d’Italia 2024 fane am 6. Mai 2024 statt. Sie bildete den ersten flachen Abschnitt der 107. Austragung des italienischen Etappenrennens. Die Strecke führte von Novara über 166 Kilometer ins südwestliche Fossano. Nach der Etappe hatten die Fahrer insgesamt 467 Kilometer zurückgelegt, was 14,08 % der Gesamtdistanz entsprach. Die Organisatoren der Rundfahrt bewerteten die Schwierigkeit der Etappe mit zwei von fünf Sternen.
Den Etappensieg sicherte sich der Belgier Tim Merlier (Soudal Quick-Step) im Massensprint vor Jonathan Milan (Lidl-Trek) und Biniam Girmay (Intermarché-Wanty). Tadej Pogačar (UAE Team Emirates) verteidigte das Rosa Trikot.

## Streckenverlauf
Der neutralisierte Start erfolgte in Novara auf dem Piazza Martiri della Libertà vor dem Castello di Novara. Nach dem Start führte die Strecke über die Corso Torino und Corso Vercelli in Richtung Südwesten, wo das Rennen nach 6300 Metern auf der SP11 kurz vor Cameriano freigegeben wurde.
Nach dem offiziellen Start führte die Strecke über Vercelli und Casale Monferrato in Richtung Süden, ehe nach 58,1 Kilometern eine Bergwertung der 4. Kategorie in Lu abgenommen (278 m) wurde. Kurz nach Solero wurde bei Kilometer 78,8 in Masio der erste Zwischensprint ausgefahren. Auf der weiteren Fahrt Richtung Westen erreichten die Fahrer das Ufer des Tanaro, dem sie stromabwärts bis Alba folgten. Dabei wurde nach 97,1 Kilometern der zweite Zwischensprint in Montegrosso d’Asti ausgefahren. In Cherasco erfolgte 22,1 Kilometer vor dem Ziel der dritte Zwischensprint. Der Zielort Fossano wurde aus nordöstlicher Richtung von Salmour aus über die schmale SP45 erreicht. Rund vier Kilometer vor dem Ziel bogen die Fahrer auf die Via Narzole ab, die leicht ansteigend über zwei Kehren ins Stadtzentrum führte. Auf den letzten drei Kilometern wurde zunächst die Via San Michele in Richtung Norden befahren, ehe mit der Viale Regina Elena die Zielgerade rund 1000 Meter vor dem Ziel erreicht wurde. Der Zielstrich befand sich nahe der Santa Maria del Salice.
|                            | Ort                | Kilometer | Länge (km) | Höhe (m) | Ø Steigung |
| -------------------------- | ------------------ | --------- | ---------- | -------- | ---------- |
| neutralisierter Start      | Novara             | −6,3      |            |          |            |
| offizieller Start          | Cameriano (SP11)   | 0         |            |          |            |
| Bergwertung (4. Kategorie) | Lu                 | 58,1      | 3,4        | 278      | 3,8 %      |
| Zwischensprint (S)         | Masio              | 78,8      |            |          |            |
| Zwischensprint (I)         | Montegrosso d’Asti | 97,1      |            |          |            |
| Zwischensprint (S)         | Cherasco           | 143,9     |            |          |            |
| Ziel                       | Fossano            | 166       |            |          |            |

## Rennverlauf
Mit Eddie Dunbar (Jayco AlUla) ging ein Fahrer nicht an den Start der 3. Etappe. Nachdem das Rennen freigegeben worden war, fuhr das Peloton auf den ersten Kilometern geschlossen in Richtung Süden, da sich keine Fluchtgruppe bildete. Kurz vor der einzigen Bergwertung setzten sich mit Lilian Calmejane (Intermarché-Wanty) und Davide Ballerini (Astana Qazaqstan) zwei Fahrer vom Hauptfeld ab, wobei sich Ersterer die meisten Punkte im Kampf um die Sonderwertung sicherte. Im Anschluss ließen sich beide nacheinander rund 100 Kilometer vor dem Ziel einholen.
Beim ersten Zwischensprint in Masio setzte sich Jonathan Milan (Lidl-Trek) vor Edward Planckaert (Alpecin-Deceuninck) und Olav Kooij (Visma-Lease a Bike) durch. Die weiteren Punkte gingen an Tim Merlier (Soudal Quick-Step), Biniam Girmay (Intermarché-Wanty), Danny van Poppel (Bora-hansgrohe), Kaden Groves (Alpecin-Deceuninck) und Alberto Dainese (Tudor). Kurz nach dem Zwischensprint griff Filippo Fiorelli (VF Group-Bardiani CSF-Faizanè) an. Die Sprinter und Anfahrer folgten dem Italiener, sodass sich eine 24 Fahrer umfassende Ausreißergruppe bildete. Beim zweiten Zwischensprint, dem Intergiro Sprint, betrug der Vorsprung der Ausreißer bereits mehr als eine Minute, wobei sich Jonathan Milan neuerlich die meisten Punkte sicherte. Diesmal setzte sich der Italiener vor Tim Merlier, Kaden Groves, Danny van Poppel, Alberto Dainese, Olav Kooij, Biniam Girmay und Caleb Ewan (Jayco AlUla) durch. Dahinter forcierten zwischenzeitlich das Movistar Team und das Team Polti Kometa das Tempo, wodurch das Hauptfeld in die Länge gezogen wurde und rund 60 Kilometer vor dem Ziel nach einer kurzen Abfahrt in mehrere Gruppen zerfiel. Unter den abgehängten Fahrern war auch der Gesamtvierte Cian Uijtdebroeks (Visma-Lease a Bike). 45 Kilometer vor dem Ziel schloss sich das Hauptfeld jedoch wieder zu einer großen Gruppe zusammen und holte kurz darauf die Ausreißergruppe ein. Beim dritten Zwischensprint in Cherasco setzte sich Ben Swift (Ineos Grenadiers) vor Tadej Pogačar (UAE Team Emirates) durch und sicherte sich somit die meisten Zeitbonifikationen. Sein Teamkollege Geraint Thomas (Ineos Grenadiers) holte als Dritter ebenfalls eine Sekunde an Zeitgutschrift.
Im Finale bestimmten die Ineos Grenadiers das Tempo, ehe Mikkel Frølich Honoré (EF Education-EasyPost) in einer kurzen Steigung rund drei Kilometer vor dem Ziel angriff. Der gesamtführende Tadej Pogačar folgte dem Dänen, ehe auch Geraint Thomas zu dem Spitzen-Duo aufschloss, das die letzten 2500 flachen Meter mit einem kleinen Vorsprung erreichte. Rund zwei Kilometer vor dem Ziel fiel Mikkel Frølich Honoré zurück, wodurch mit Tadej Pogačar und Geraint Thomas nur die beiden bestplatzierten der Gesamtwertung an der Spitze des Rennens verblieben. Die beiden wurden jedoch rund 400 Meter vor dem Ziel gestellt und es kam zu einem Massensprint, in dem sich Tim Merlier vor Jonathan Milan und Biniam Girmay durchsetzte.
In der Gesamtwertung baute Tadej Pogačar seinen Vorsprung aufgrund der Zeitbonifikationen um eine Sekunde aus und lag nun 46 Sekunden vor Geraint Thomas. Daniel Felipe Martínez (Bora-hansgrohe) lag mit 47 Sekunden Rückstand auf dem dritten Gesamtrang. Cian Uijtdebroeks verteidigte die Führung in der Nachwuchswertung. Mit seinem Etappensieg übernahm Tim Merlier die Führung in der Punktewertung, während Tadej Pogačar das Bergtrikot verteidigte. In der Mannschaftswertung lag weiterhin das Team Bora-hansgrohe an der Spitze. Neben dem nicht gestarteten Eddie Dunbar gab auch Simon Carr (EF Education-EasyPost), die Etappe auf, womit noch 173 Fahrer im Rennen verblieben.

## Ergebnis
| \| Etappenergebnis \| Etappenergebnis \| Etappenergebnis \| Etappenergebnis \| Etappenergebnis \| \| Fahrer \| Fahrer \| Land \| Team \| Zeit \| \| --------------- \| --------------------- \| ---------------------- \| -------------------------- \| --------------- \| \| 1. \| Tim Merlier \| Belgien \| Soudal Quick-Step \| 3 h 54 min 35 s \| \| 2. \| Jonathan Milan \| Italien \| Lidl-Trek \| + 0 s \| \| 3. \| Biniam Girmay \| Eritrea \| Intermarché-Wanty \| + 0 s \| \| 4. \| Jenthe Biermans \| Belgien \| Arkéa-B&B Hotels \| + 0 s \| \| 5. \| Tobias Lund Andresen \| Dänemark \| Team dsm-firmenich PostNL \| + 0 s \| \| 6. \| Olav Kooij \| Niederlande \| Team Visma \\| Lease a Bike \| + 0 s \| \| 7. \| Ethan Vernon \| Vereinigtes Königreich \| Israel-Premier Tech \| + 0 s \| \| 8. \| Stanisław Aniołkowski \| Polen \| Cofidis \| + 0 s \| \| 9. \| Fernando Gaviria \| Kolumbien \| Movistar Team \| + 0 s \| \| 10. \| Alberto Dainese \| Italien \| Tudor Pro Cycling Team \| + 0 s \| |                       |                        |                            |                 |
| |                       |                        |                            |                 |
| Quellen: ProCyclingStats Cycling Quotient |                       |                        |                            |                 |
| Etappenergebnis |                       |                        |                            |                 |
| Fahrer | Fahrer                | Land                   | Team                       | Zeit            |
| 1. | Tim Merlier           | Belgien                | Soudal Quick-Step          | 3 h 54 min 35 s |
| 2. | Jonathan Milan        | Italien                | Lidl-Trek                  | + 0 s           |
| 3. | Biniam Girmay         | Eritrea                | Intermarché-Wanty          | + 0 s           |
| 4. | Jenthe Biermans       | Belgien                | Arkéa-B&B Hotels           | + 0 s           |
| 5. | Tobias Lund Andresen  | Dänemark               | Team dsm-firmenich PostNL  | + 0 s           |
| 6. | Olav Kooij            | Niederlande            | Team Visma \| Lease a Bike | + 0 s           |
| 7. | Ethan Vernon          | Vereinigtes Königreich | Israel-Premier Tech        | + 0 s           |
| 8. | Stanisław Aniołkowski | Polen                  | Cofidis                    | + 0 s           |
| 9. | Fernando Gaviria      | Kolumbien              | Movistar Team              | + 0 s           |
| 10. | Alberto Dainese       | Italien                | Tudor Pro Cycling Team     | + 0 s           |

## Gesamtstände
| \| Gesamtwertung \| Gesamtwertung \| Gesamtwertung \| Gesamtwertung \| Gesamtwertung \| \| Fahrer \| Fahrer \| Land \| Team \| Zeit \| \| ------------- \| ---------------------- \| ---------------------- \| -------------------------- \| ---------------- \| \| 1. \| Tadej Pogačar \| Slowenien \| UAE Team Emirates \| 11 h 03 min 02 s \| \| 2. \| Geraint Thomas \| Vereinigtes Königreich \| Ineos Grenadiers \| + 46 s \| \| 3. \| Daniel Felipe Martínez \| Kolumbien \| Bora-Hansgrohe \| + 47 s \| \| 4. \| Einer Rubio \| Kolumbien \| Movistar Team \| + 56 s \| \| 5. \| Cian Uijtdebroeks \| Belgien \| Team Visma \\| Lease a Bike \| + 56 s \| \| 6. \| Lorenzo Fortunato \| Italien \| Astana Qazaqstan Team \| + 1 min 07 s \| \| 7. \| Juan Pedro López \| Spanien \| Lidl-Trek \| + 1 min 11 s \| \| 8. \| Jan Hirt \| Tschechien \| Soudal Quick-Step \| + 1 min 13 s \| \| 9. \| Alexei Luzenko \| Kasachstan \| Astana Qazaqstan Team \| + 1 min 26 s \| \| 10. \| Ben O’Connor \| Australien \| Decathlon-AG2R La Mondiale \| + 1 min 26 s \| |                        |                        |                            |                  |
| |                        |                        |                            |                  |
| Quellen: ProCyclingStats Cycling Quotient |                        |                        |                            |                  |
| Gesamtwertung |                        |                        |                            |                  |
| Fahrer | Fahrer                 | Land                   | Team                       | Zeit             |
| 1. | Tadej Pogačar          | Slowenien              | UAE Team Emirates          | 11 h 03 min 02 s |
| 2. | Geraint Thomas         | Vereinigtes Königreich | Ineos Grenadiers           | + 46 s           |
| 3. | Daniel Felipe Martínez | Kolumbien              | Bora-Hansgrohe             | + 47 s           |
| 4. | Einer Rubio            | Kolumbien              | Movistar Team              | + 56 s           |
| 5. | Cian Uijtdebroeks      | Belgien                | Team Visma \| Lease a Bike | + 56 s           |
| 6. | Lorenzo Fortunato      | Italien                | Astana Qazaqstan Team      | + 1 min 07 s     |
| 7. | Juan Pedro López       | Spanien                | Lidl-Trek                  | + 1 min 11 s     |
| 8. | Jan Hirt               | Tschechien             | Soudal Quick-Step          | + 1 min 13 s     |
| 9. | Alexei Luzenko         | Kasachstan             | Astana Qazaqstan Team      | + 1 min 26 s     |
| 10. | Ben O’Connor           | Australien             | Decathlon-AG2R La Mondiale | + 1 min 26 s     |

| Punktewertung | Punktewertung         | Punktewertung | Punktewertung                 | Punktewertung |
| Fahrer        | Fahrer                | Land          | Team                          | Punkte        |
| ------------- | --------------------- | ------------- | ----------------------------- | ------------- |
| 1.            | Tim Merlier           | Belgien       | Soudal Quick-Step             | 63 P.         |
| 2.            | Jonathan Milan        | Italien       | Lidl-Trek                     | 63 P.         |
| 3.            | Filippo Fiorelli      | Italien       | VF Group-Bardiani CSF-Faizanè | 42 P.         |
| 4.            | Biniam Girmay         | Eritrea       | Intermarché-Wanty             | 31 P.         |
| 5.            | Tadej Pogačar         | Slowenien     | UAE Team Emirates             | 27 P.         |
| 6.            | Jhonatan Narváez      | Ecuador       | Ineos Grenadiers              | 25 P.         |
| 7.            | Olav Kooij            | Niederlande   | Team Visma \| Lease a Bike    | 23 P.         |
| 8.            | Lilian Calmejane      | Frankreich    | Intermarché-Wanty             | 20 P.         |
| 9.            | Kaden Groves          | Australien    | Alpecin-Deceuninck            | 20 P.         |
| 10.           | Maximilian Schachmann | Deutschland   | Bora-Hansgrohe                | 18 P.         |

| Bergwertung | Bergwertung             | Bergwertung            | Bergwertung                   | Bergwertung |
| Fahrer      | Fahrer                  | Land                   | Team                          | Punkte      |
| ----------- | ----------------------- | ---------------------- | ----------------------------- | ----------- |
| 1.          | Tadej Pogačar           | Slowenien              | UAE Team Emirates             | 51 P.       |
| 2.          | Daniel Felipe Martínez  | Kolumbien              | Bora-Hansgrohe                | 26 P.       |
| 3.          | Lilian Calmejane        | Frankreich             | Intermarché-Wanty             | 23 P.       |
| 4.          | Andrea Piccolo          | Italien                | EF Education-EasyPost         | 18 P.       |
| 5.          | Geraint Thomas          | Vereinigtes Königreich | Ineos Grenadiers              | 16 P.       |
| 6.          | Amanuel Ghebreigzabhier | Eritrea                | Lidl-Trek                     | 10 P.       |
| 7.          | Lorenzo Fortunato       | Italien                | Astana Qazaqstan Team         | 9 P.        |
| 8.          | Giulio Pellizzari       | Italien                | VF Group-Bardiani CSF-Faizanè | 8 P.        |
| 9.          | Filippo Fiorelli        | Italien                | VF Group-Bardiani CSF-Faizanè | 7 P.        |
| 10.         | Florian Lipowitz        | Deutschland            | Bora-Hansgrohe                | 6 P.        |

| Nachwuchswertung | Nachwuchswertung  | Nachwuchswertung | Nachwuchswertung           | Nachwuchswertung |
| Fahrer           | Fahrer            | Land             | Team                       | Zeit             |
| ---------------- | ----------------- | ---------------- | -------------------------- | ---------------- |
| 1.               | Cian Uijtdebroeks | Belgien          | Team Visma \| Lease a Bike | 11 h 03 min 58 s |
| 2.               | Alex Baudin       | Frankreich       | Decathlon-AG2R La Mondiale | + 44 s           |
| 3.               | Mauri Vansevenant | Belgien          | Soudal Quick-Step          | + 48 s           |
| 4.               | Filippo Zana      | Italien          | Team Jayco AlUla           | + 1 min 11 s     |
| 5.               | Lucas Plapp       | Australien       | Team Jayco AlUla           | + 1 min 37 s     |
| 6.               | Henok Mulubrhan   | Eritrea          | Astana Qazaqstan Team      | + 1 min 47 s     |
| 7.               | Georg Steinhauser | Deutschland      | EF Education-EasyPost      | + 1 min 53 s     |
| 8.               | Antonio Tiberi    | Italien          | Bahrain Victorious         | + 1 min 54 s     |
| 9.               | Davide Piganzoli  | Italien          | Team Polti Kometa          | + 2 min 10 s     |
| 10.              | Florian Lipowitz  | Deutschland      | Bora-Hansgrohe             | + 2 min 12 s     |

| Mannschaftswertung | Mannschaftswertung            | Mannschaftswertung     | Mannschaftswertung |
| Team               | Team                          | Land                   | Zeit               |
| ------------------ | ----------------------------- | ---------------------- | ------------------ |
| 1.                 | Bora-Hansgrohe                | Deutschland            | 33 h 13 min 36 s   |
| 2.                 | Ineos Grenadiers              | Vereinigtes Königreich | + 32 s             |
| 3.                 | Astana Qazaqstan Team         | Kasachstan             | + 46 s             |
| 4.                 | Decathlon-AG2R La Mondiale    | Frankreich             | + 1 min 36 s       |
| 5.                 | VF Group-Bardiani CSF-Faizané | Italien                | + 4 min 23 s       |
| 6.                 | EF Education-EasyPost         | Vereinigte Staaten     | + 5 min 32 s       |
| 7.                 | Team Jayco AlUla              | Australien             | + 6 min 14 s       |
| 8.                 | Soudal Quick-Step             | Belgien                | + 6 min 17 s       |
| 9.                 | Team Visma \| Lease a Bike    | Niederlande            | + 6 min 35 s       |
| 10.                | Movistar Team                 | Spanien                | + 11 min 02 s      |

## Ausgeschiedene Fahrer
- Eddie Dunbar (Team Jayco AlUla): wegen Sturzfolgen bei der 2. Etappe nicht gestartet
- Simon Carr (EF Education-EasyPost): wegen Knieprobleme während der Etappe aufgegeben[4]